# Kompagniport
Kompagniporten i Flensborg blev bygget af byens kongeligt privilegerede skipperlaug i årene fra 1602 til 1604. Bygningen er dermed en af de ældste bygninger i byen. Den blev opført som afløser for Kompagnihuset, der lå ved Flensborgs nordlige bymur. Ved siden af at være mødested for skipperlauget, var bygningen også byens havneport, hvor byens vægt var placeret. 
Porten bærer våbenskjoldene af kong Christian 4. og dronning Anna Catharina med deres valgsprog Regna firmat pietas (Fromhed styrker rigerne ) og Patientia vincit omnia (Tålmodighed overvinder alt). Desuden ses Flensborgs byvåben med den nedertyske indskrift Gerecht und Metich alltidt sin Mit Gades hülp bringt grodt Gewinn ((Lad) ret og mådehold altid være (til). Med Guds hjælp (det) bringer stor gevinst). Tavlerne er fremstillet af Hinrich Ringerinck. I bygningens indre findes den med nederlandske kakler udsmykkede kakkelsal. På bygningen er der anbragt et højvandsmærke med blandt andet vandstanden fra stormfloden i 1872. På grund af sin beliggenhed ved Skibsbroen kaldtes porten også for Nørreskibbroport. Ved den lidt sydpå liggende Skibsbroplads lå desuden en biport med navnet Søndreskibbroport .
Bygningen er i dag hjemsted for det europæiske forskningscenter for mindretalsspørgsmål (European Center for Minority Issues).

## Galleri
- Flensborgs byvåben over porten
- Våbenskjolde for kong Christian 4. og dronning Anna Cathrine